# Hajen (Emmerthal)
Hajen ist ein Teil von Börry, einem Ortsteil der Gemeinde Emmerthal im Landkreis Hameln-Pyrmont in Niedersachsen. Hajen hat 377 gemeldete Einwohner (Stand 30. Juni 20222).

## Geografie
Hajen liegt unmittelbar am rechten Ufer der Weser auf einer Höhe von 72 m ü. NN. Das Dorf ist auf den anderen Seiten von Feldern umgeben, am linken Weserufer gehört das Waldgebiet des Hajener Holzes zum Dorf. Das Gelände steigt dort bis auf 236,4 m ü. NN am Ruhberg an. Die Einzelsiedlung (ehemaliges Gasthaus) Ruhberg am gegenüberliegenden Weserufer war bis zum Jahr 2010 mit dem Ort durch eine Fähre verbunden. Nachbarorte sind Daspe im Südosten, Frenke im Nordosten, Latferde im Norden und Grohnde im Nordwesten auf der linken Weserseite.

## Geschichte
Die erste bekannte schriftliche Erwähnung von Hajen soll in einer Schenkungsurkunde des Jahres 826 vorliegen. In anderen Werken wird eine Urkunde aus dem Jahr 1004 als Ersterwähnung angeführt, in der Heinrich II. das Kloster Kemnade bestätigt. Hajen war im Mittelalter Gerichtsort und Sitz eines Holzgrafen, dessen Amt nach einer Corveyer Urkunde von 1197 an die Grafen von Everstein verlehnt gewesen sein soll. Von 1389 bis 2010 wurde in Hajen eine Weserfähre betrieben.
Bis zum 1. Januar 1973 war Hajen eine selbständige Gemeinde, seitdem ist es als Teil der Ortschaft Börry in die Gemeinde Emmerthal eingegliedert. Am 1. Dezember 1910 hatte Hajen 565 Einwohner, seitdem ist die Einwohnerzahl auf 444 zurückgegangen.

## Kultur und Sehenswürdigkeiten

### Vereinswesen
In Hajen gibt es eine Freiwillige Feuerwehr mit Musikzug und den Sportverein Hajen. Der Gesangsverein MGV Harmonia und der diesem angeschlossene Frauenchor Hajen wurden im Jahr 2020 aufgelöst.

### Naturdenkmale
Als Naturdenkmale ausgewiesen sind eine Linde am Ruhberg und der Hajener Hungerstein. Beide befinden sich am linken Weserufer.

### Pfarrkirche

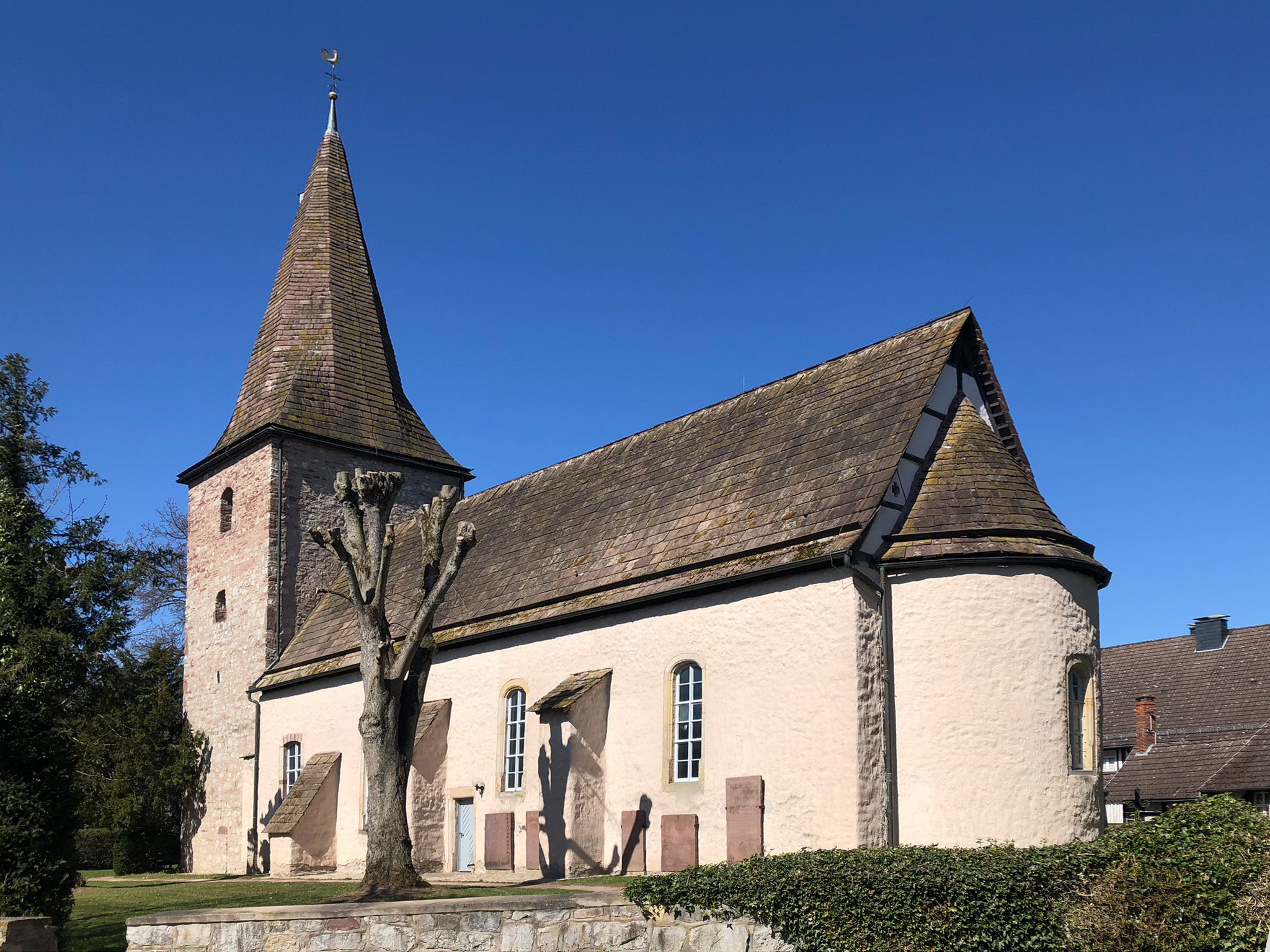
Kirche in Hajen

Die evangelisch-lutherische Kirche ist ein im Kern spätgotischer einschiffiger Sandsteinbau, der im 17. Jahrhundert bedeutend erweitert wurde. Der wuchtig wirkende Westturm ist nur wenig schmaler als das Schiff und hat einen annähernd quadratischen Grundriss. Der untere Teil des Turms könnte ebenso wie die beiden anschließenden im Grundriss querrechteckigen Joche des Kreuzgewölbes noch aus der Mitte des 15. Jahrhunderts stammen. Die beiden westlichen Gewölbejoche sind als Kreuzgratgewölbe mit scharfem Grat ausgeführt, die beiden östlich anschließenden Gewölbejoche des Schiffes und des Chors sind als Kreuzrippengewölbe gotisierend bei der Erweiterung 1653/1654 errichtet worden, sie haben eine fast quadratische Grundfläche. Im Osten schließt die Kirche mit einer flachrunden Apsis ab. Die Kirche ist in Bruchsteinmauerwerk aus rotem Sollingsandstein errichtet, die Seitenwände des Kirchenschiffs werden außen durch Strebepfeiler gestützt. Das Kirchenschiff ist mit einfachem Satteldach überdeckt, der zumindest im oberen Teil bei der Erweiterung 1653/1654 errichtete Turm trägt einen spitzen, im oberen Teil achteckigen Helm; die Eindeckung von Schiff und Turm besteht aus Sollingsandsteinplatten. Im Inneren befindet sich eine Altarwand mit Ostempore aus der Zeit um 1600 und eine etwa gleichaltrige Kanzel. Die Altargemälde zeigen die Kreuzigung und darunter das Heilige Abendmahl. Die Orgel auf der Westempore wurde um 1880 in neugotischer Form gebaut.

### Gutshof
Der Gutshof in Hajen wurde ab 1646 durch Erich Behling errichtet. Er ist von einer Mauer aus Bruchsteinmauerwerk umgeben und weist neben dem Herrenhaus einen Hofbrunnen auf, der, mit seinem von sechs Säulen getragenen Kronenbaldachin mit hoher Spitze, eine Besonderheit darstellt. Das Herrenhaus wurde 1646 als zweigeschossiger Fachwerkbau errichtet, im Jahre 1654 erfolge im Süden ein Anbau. Von dem Gut stammt der Anatom Karl von Korff.

## Verkehr

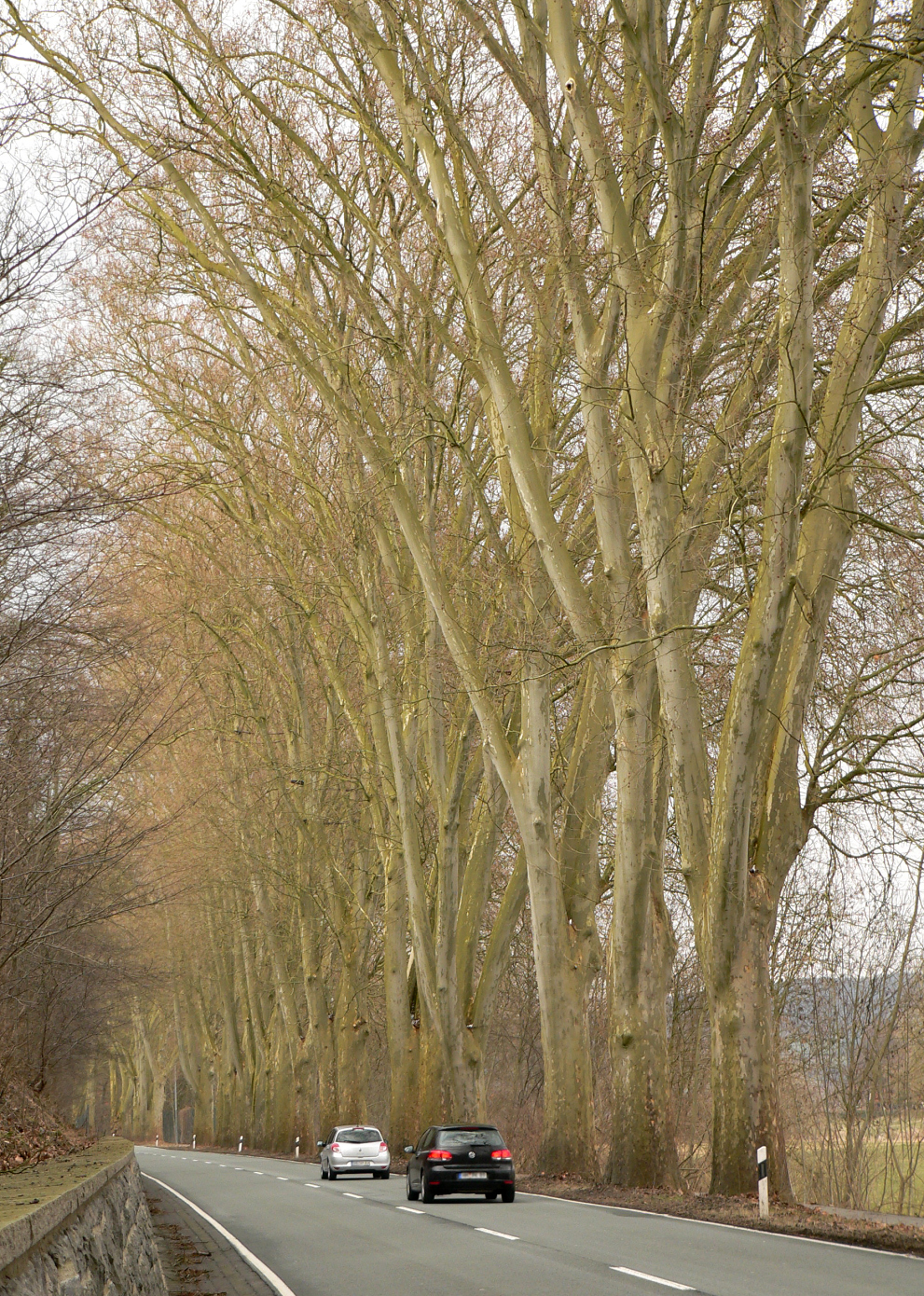
Platanenallee an der Bundesstraße 83 zwischen Grohnde und Hajen

Hajen ist über die Kreisstraße 22 an die Grohnder Weserfähre und an den Nachbarort Daspe angebunden sowie über die Kreisstraße 23 an den Nachbarort Frenke. Die auf dem gegenüberliegenden Weserufer verlaufende Bundesstraße 83 war bis 2010 über die Hajener Gierseilfähre zu erreichen. Diese wurde 2010 stillgelegt und 2011 komplett demontiert. Die nächste Fähre befindet sich in Grohnde, sie wird allerdings nur im Sommerhalbjahr betrieben; die nächsten Weserbrücken sind in Daspe und Hagenohsen. Der nächstgelegene Bahnhof befindet sich in Kirchohsen, auf der Bahnstrecke Vorwohle–Emmerthal auf der dem Dorf gegenüberliegenden Weserseite mit dem ehemaligen Bahnhof Hajen am Ruhberg wurde 1982 der Personenverkehr eingestellt.

## Tourismus
Der Weserradweg führt unmittelbar am Ort vorbei. In diesem Abschnitt ist auch der Pilgerweg Loccum–Volkenroda auf demselben Weg geführt. Am Weserradweg befindet sich im Norden von Hajen ein Rastplatz mit Kanuanleger. An ihm ist seit 2008 als Erinnerung an eine alte Hajener Sage eine Skulptur mit vier Treidlern (Hüossen) und einer Katze aufgestellt. Auf der Sage beruht der Spitzname des Ortes als „Katten Hajen“ für Katzen Hajen. Früher mussten die Schiffe von Pferden und Treidlern die Weser hinauf gezogen werden. Eines Tages übernachteten vier Treidler in einem Hajener Gasthaus und stahlen einen gebratenen Hasen. Als sie ein anderes Mal dort wieder übernachteten, ließ der Wirt eine Katze braten. Den Braten stahlen die Treidler wiederum. Als der Wirt das Katzenfell zeigte, wurde ihnen schlecht und sie kehrten nie wieder in Hajen ein.